# Пі (фільм)
{\displaystyle \pi } (Пі) — американський психологічний трилер 1998 року, перший повнометражний фільм режисера Даррена Аронофскі. Назва походить від імені математичної константи Пі.

## Сюжет
Геніальний математик Макс Коен (Шон Гуллетт) вірить, що все на світі можна зрозуміти за допомогою чисел. У Макса кластерний головний біль, параноя та соціофобія. Єдина людина, з якою він спілкується, — його колишній вчитель Сол Робсон (Марк Маргуліс), та сусідка Дєві.
На своєму комп'ютері «Евклід» Макс намагається зробити розрахунки, які б допомогли робити передбачення на біржі, але «Евклід» виходить з ладу, видавши послідовність з 216 цифр. Наступного ранку Макс перевіряє фінансові газети й з подивом розуміє, що його комп'ютер зробив абсолютно точне передбачення. Макс розповідає про це Солу, і той відповідає, що колись також натрапив на це число.
У кав'ярні Макс зустрічає хасида Ленні, який захоплюється кабалою. Ленні розповідає Максу, що вірить, що у Торі зашифровано таємний код бога. Потім Макс зустрічається з агентом Марсі Доусон з Уолл-стріт, який цікавиться його роботою та дає йому потужний мікропроцесор «Ming Mecca» в обмін на результати його досліджень. За допомогою нового процесора Макс аналізує Тору і знаходить те ж саме 216-значне число, за допомогою якого він передбачає будь-які події. Водночас його головний біль посилюється і стає нестерпним. Макс вирішує відмовитися від знання, яке шукав усе своє життя, і стати звичайною людиною.

## Нагороди
- 1998 — Приз «ФІПРЕССІ» на кінофестивалі в Тессалоніках
- 1998 — Найкращий режисер — Sundance Film Festival
- 1998 — Гран-Прі Міжнародного кінофестивалю у Хіхоні
- 1998 — Найкращий зарубіжний фільм — Кінофестиваль Фант-Азія
- 1998 — Гран-Прі Довілльского кінофестивалю
- 1998 — Gotham Awards
- 1999 — Найкраща операторська робота — Премія Chlotrudis
- 1999 — премія Незалежний дух за найкращий сценарій
- 1999 — нагорода за найкращий дебют від Флоридської асоціації кінокритиків

## В ролях
- Шон Гуллетт — Максимілліан Коен
- Марк Маргуліс — Сол Робсон
- Бен Шенкман — Ленні Майер
- Памела Гарт — Мерсі Доусон
- Стівен Перльман — Раї Коен
- Крістін Мей-Ен Лао — дівчинка, що гралася з Максом

## Саундтрек
У фільмі використана музика відомих електронних виконавців. Композитором фільму став Клінт Манселл, що зіграв у фільмі епізодичну роль фотографа.
1. {\displaystyle \pi r^{2}} (Клінт Манселл)
2. P.E.T.R.O.L. (Orbital)
3. Kalpol Introl (Autechre)
4. Bucephalus Bouncing Ball (Aphex Twin)
5. Watching Windows [Ed Rush & Optical Remix] (Roni Size)
6. Angel (Massive Attack)
7. We Got the Gun (Клінт Манселл)
8. No Man's Land (David Holmes)
9. Anthem (Gus Gus)
10. Drippy (Banco de Gaia)
11. Third from the Sun (Psilonaut)
12. Low Frequency Inversion Field (Spacetime Continuum)
13. 2πr (Клінт Менсел)

## Цікаві факти
- В сцені з мозком використовувався справжній людський орган.
- Бюджет фільму склав 60 тисяч доларів, більшу частину з яких склали 100-доларові пожертви друзів та родичів Даррена Аронофскі. Коли картину було продано «Артісану», їм повернули по 150 доларів.
- Фільм знімався прямо на вулицях Нью-Йорка, без попереднього узгодження з місцевою владою, тому хтось зі знімальної групи постійно мав чергувати, щоб у разі чого попередити про наближення поліції.